# Тамплиеры (масонство)

Эмблема рыцарей тамплиеров Йоркского устава

Тамплиеры (англ. Knights Templar) — международный филантропический рыцарский орден, связанный с масонством. В отличие от начальных градусов, представленных в масонской ложе, где требуется только вера в Высшую Сущность, независимо от религиозной принадлежности, тамплиеры являются одним из нескольких дополнительных масонских орденов, в которых членство открыто только масонам, которые исповедуют христианскую веру. Одной из клятв членов ордена является обязательное декларирование, что они впредь будут охранять и защищать христианскую веру. Полное название этого ордена — «Объединённые религиозные, военные и масонские ордены храма и Св. Иоанна Иерусалимского, Палестинского, Родеса и Мальты». Слово объединённые в этом названии указывает на то, что более одной исторической традиции и более чем один реальный орден совместно контролируются в рамках этой системы. В рамках этой системы объединены ордена: Рыцари храма (тамплиеры), Мальтийские рыцари, Рыцари Святого Павла, и только в пределах Йоркского устава — Рыцари красного креста. Орден получил своё название от исторических тамплиеров, но не претендует на прямое наследование по прямой линии от первоначального Ордена тамплиеров.

## История

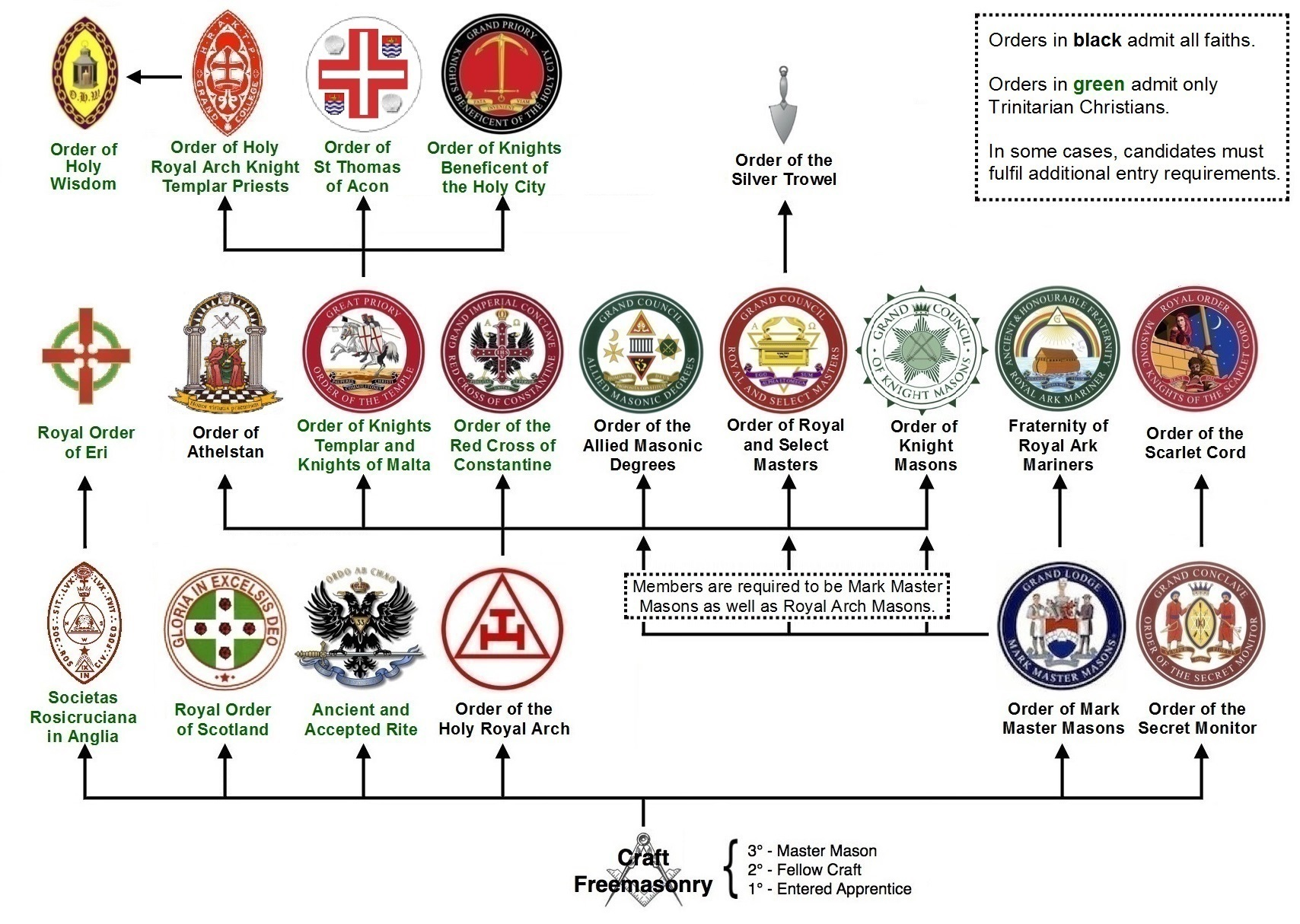
Структура организаций дополнительных степеней связанных с Йоркским уставом

Самая ранняя документальная связь между масонством и крестовыми походами была представлена в 1737 году, в речи шевалье Эндрю Майкла Рэмзи. Рэмзи утверждал, что европейское масонство произошло от взаимодействия между крестоносцами-масонами и рыцарями-госпитальерами. Также подобная связь встречается в самых ранних известных ритуалах «Современных», в бернской рукописи, написанной на французском языке между 1740 и 1744 годами.
В 1751 барон Карл Готхельф фон Хунд основал Орден Строгого соблюдения, ритуалы для которого, как он утверждал, получил от восстановленного Ордена Тамплиеров в 1743 году в Париже. Он также утверждал, что встречался с двумя высшими неизвестными, которые основали современное масонство. Одним из высших неизвестных был принц Карл Эдуард Стюарт. Орден строгого соблюдения пришёл в упадок, когда фон Хунд не представил никаких доказательств в подтверждение своих заявлений о встречах с высшими неизвестными, и был ликвидирован вскоре после его смерти.
В 1779 году высшие тамплиеры ирландской ложи получили грамоту от материнской ложи «Килуиннинг». Ложа «Килуиннинг» начала выдавать хартии другим ложам на право присваивать степень «Рыцаря тамплиера». Около 1790 года был сформирован Великий лагерь Ирландии, который начал создавать тамплиерские ложи и стал в 1836 году Верховным великим лагерем. В начале великий лагерь присоединил несколько шотландских лагерей, один из которых, будучи присоединён в 1805 году как «Эдинбургский лагерь» № 31, затем стал «Великой ассамблеей тамплиеров в Эдинбурге». Тамплиерская степень просочилась даже в ложи «Древних» в Ирландии около 1780 года, о чём есть запись в Йорке, примерно в то же время. В системе из пяти градусов, разработанной йоркскими масонами, тамплиерская степень располагалось между степенью мастера масона и степенью Королевской арки.
Тамплиерское масонство в Англии вступило в новую эру в 1791 году, с образованием его первого великого конклава, великим мастером которого стал Томас Данкерли. В то время в Англии было восемь известных тамплиерских лагерей, самым старшим из которых был «Лагерь искупления в Йорке», и «Лагерь Болдуин» в Бристоле, по просьбе которого Данкерли начал свою миссию. Под его руководством число лагерей неуклонно росло, вплоть до его смерти в 1795 году. Затем великим мастером был Стасис, до 1805 года, пока их королевский покровитель, герцог Кентский, не стал новым великим мастером, который смог придать второе дыхание развитию и росту лагерей. Данкерли заложил основу для этого не только путём широкого представления ордена, но и за счёт стандартизации ритуала и настаивая на правильном ведении записей.

## Тамплиеры как часть Йоркского устава
Тамплиеры — последний орден из входящих в Йоркский устав. В отличие от остальных его подразделений, требующих для членства просто веру во Высшую Сущность, вне зависимости от религиозной конфессии, для членства в Ордене тамплиеров необходимо быть исключительно христианином, прошедшим полностью все градусы Королевской арки, а в некоторых юрисдикциях — ещё и градусы крипты. Этот орден сделан по примеру исторического Ордена рыцарей-храмовников в надежде сохранить дух этой организации. С давних пор считалось, что масонство было основано тамплиерами или они после их преследований нашли в нём своё убежище. Великий стан США признаёт наличие таких теорий, но признаёт, что нет никаких доказательств в их оправдание.
Отдельное подразделение тамплиеров называется командорством и в каждом штате действует под юрисдикцией великого командорства, а на уровне страны (в США) — под юрисдикцией великого стана. Такое подчинение — уникально среди всех масонских подразделений, так как они обычно подчинены только старшему подразделению штата. В противоположность стандартной системе градусов, существующей во всём масонстве, Орден тамплиеров состоит ещё из трёх орденов, плюс одного «проходного» ордена:
- Прославленный орден красного креста
- Проходной орден Св. Павла (или Путь Средиземноморья)
- Орден рыцарей Мальты (или просто Мальтийский орден)
- Орден храма

## Тамплиеры как независимый орден

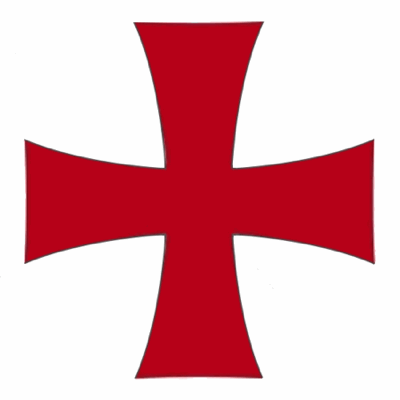
Красный крест — символ Ордена Тамплиеров (независимого масонского ордена)

Официальное название — «Объединённые религиозные, военные и масонские ордены храма и Св. Иоанна Иерусалимского, Палестинского, Родеса и Мальты», но повсеместно орден известен под названием «Тамплиеры». Отдельные подразделения Ордена тамплиеров носят название прецепторий; Рыцарей Святого Павла — капитулов; Рыцарей Мальты — приораты; все работают под юрисдикцией великого и высшего приората, зачастую через промежуточный уровень — провинциальный приорат. Хотя некоторые юрисдикции по отдельности входят как в Великий приората храма, так и в Великий приорат Мальты (к примеру, так обстоят дела в Англии), но великий мастер и прочие великие офицеры занимают равные должности в обоих подразделениях.
В этой системе три градуса:
- Тамплиер (Орден храма)
- Рыцарь Св. Павла (представляет Путь Средиземноморья)
- Рыцарь Мальты (Орден Мальты)

Членство — по приглашению, а кандидаты должны быть в градусе мастера масона, достигшими градуса Королевской арки и принимать принцип святой и неделимой Троицы.

## Тамплиерские градусы в ДПШУ
История и легенда относительно исторических тамплиеров также играла важную роль в степенях Древнего и принятого шотландского устава, в частности в 30-й степени, которая носит название Рыцарь Кадош. Другие степени шотландского устава также имеют пересечения в названиях с историей тамплиеров. 27-я степень носит название — Рыцарь-командор храма, 29-я степень — Великий рыцарь Св. Андрея, 32-я степень — Верховный князь царственной тайны, и 33-я и последняя степень — Державный верховный генеральный инспектор.